# وادي يارون
وادي يارون هو وادي يقع جنوب عين إبل في قضاء بنت جبيل في محافظة النبطية في لبنان. بعد وصوله إلى يارون يطلق عليه وادي النحلة وبعد الوصول إلى دبل يطلق عليه وادي عيون التنوير.
اكتشف بول بوفير لابيير موقعًا أثريًا من العصر الحجري الحديث لثقافة القرعون شمال غرب يارون وجنوب عين إبل. لاحظت لورين كوبلاند أن «سطح هذا الوادي مغطى حرفيًا برقائق الصوان». استعادت بوفير لابير العديد من الفؤوس غير المصقولة والمصقولة بقطعة واحدة ممدودة استثنائية. جميع العثور أنواع الشفرات والمكاشط والأقراص وغيرها من الأدوات التي تم العثور عليها في الموقع وتم تخزينها في جامعة القديس يوسف. (الآن متحف ما قبل التاريخ اللبناني).